# Lista de ministros dos Negócios do Império do Brasil
Esta é uma lista de ministros dos Negócios do Império do Brasil. Após a proclamação da República o cargo é renomeado como Ministro do Interior.

## Império

### Primeiro reinado-D. Pedro I
| Nº | Nome                                                                     | Órgão                                                   | Início do mandato      | Fim do mandato         | Gabinetes do Imperador (Chefe de Estado e de Governo) |
| -- | ------------------------------------------------------------------------ | ------------------------------------------------------- | ---------------------- | ---------------------- | ----------------------------------------------------- |
| 1  | José Bonifácio de Andrada e Silva                                        | Ministro e Secretário de Estado dos Negócios do Império | 7 de setembro de 1822  | 28 de outubro de 1822  | 1º Gabinete de D. Pedro I                             |
| 2  | José Egídio Álvares de Almeida, Marquês de Santo Amaro                   | Ministro e Secretário de Estado dos Negócios do Império | 28 de outubro de 1822  | 30 de outubro de 1822  | 1º Gabinete de D. Pedro I                             |
| 3  | José Bonifácio de Andrada e Silva                                        | Ministro e Secretário de Estado dos Negócios do Império | 30 de outubro de 1822  | 17 de julho de 1823    | 1º Gabinete de D. Pedro I                             |
| 4  | José Joaquim Carneiro de Campos, Marquês de Caravelas                    | Ministro e Secretário de Estado dos Negócios do Império | 17 de julho de 1823    | 10 de novembro de 1823 | 2º Gabinete de D. Pedro I                             |
| 5  | Francisco Vilela Barbosa, 1° Marquês de Paranaguá                        | Ministro e Secretário de Estado dos Negócios do Império | 10 de novembro de 1823 | 14 de novembro de 1823 | 3º Gabinete de D. Pedro I                             |
| 6  | Pedro de Araújo Lima, Marquês de Olinda                                  | Ministro e Secretário de Estado dos Negócios do Império | 14 de novembro de 1823 | 17 de novembro de 1823 | 3º Gabinete de D. Pedro I                             |
| 7  | João Severiano Maciel da Costa, Marquês de Queluz                        | Ministro e Secretário de Estado dos Negócios do Império | 17 de novembro de 1823 | 14 de outubro de 1824  | 3º Gabinete de D. Pedro I                             |
| 8  | Estêvão Ribeiro de Resende, Marquês de Valença                           | Ministro e Secretário de Estado dos Negócios do Império | 14 de outubro de 1824  | 9 de novembro de 1825  | 3º Gabinete de D. Pedro I                             |
| 9  | Felisberto Caldeira Brant Pontes de Oliveira Horta, Marquês de Barbacena | Ministro e Secretário de Estado dos Negócios do Império | 9 de novembro de 1825  | 21 de novembro de 1825 | 3º Gabinete de D. Pedro I                             |
| 10 | José Feliciano Fernandes Pinheiro, Visconde de São Leopoldo              | Ministro e Secretário de Estado dos Negócios do Império | 21 de novembro de 1825 | 20 de janeiro de 1826  | 4º Gabinete de D. Pedro I                             |
| 11 | João Vieira de Carvalho, Marquês de Lages                                | Ministro e Secretário de Estado dos Negócios do Império | 20 de janeiro de 1826  | 23 de janeiro de 1826  | 5º Gabinete de D. Pedro I                             |
| 12 | José Joaquim Carneiro de Campos, Marquês de Caravelas                    | Ministro e Secretário de Estado dos Negócios do Império | 23 de janeiro de 1826  | 15 de janeiro de 1827  | 5º Gabinete de D. Pedro I                             |
| 12 | José Joaquim Carneiro de Campos, Marquês de Caravelas                    | Ministro e Secretário de Estado dos Negócios do Império | 15 de janeiro de 1827  | 20 de novembro de 1827 | 6º Gabinete de D. Pedro I                             |
| 13 | Pedro de Araújo Lima, Marquês de Olinda                                  | Ministro e Secretário de Estado dos Negócios do Império | 20 de novembro de 1827 | 15 de junho de 1828    | 7º Gabinete de D. Pedro I                             |
| 14 | José Clemente Pereira                                                    | Ministro e Secretário de Estado dos Negócios do Império | 15 de junho de 1828    | 4 de dezembro de 1829  | 7º Gabinete de D. Pedro I                             |
| 15 | José Joaquim Carneiro de Campos, Marquês de Caravelas                    | Ministro e Secretário de Estado dos Negócios do Império | 4 de dezembro de 1829  | 12 de agosto de 1830   | 8º Gabinete de D. Pedro I                             |
| 16 | João Inácio da Cunha, Visconde de Alcântara                              | Ministro e Secretário de Estado dos Negócios do Império | 12 de agosto de 1830   | 4 de outubro de 1830   | 8º Gabinete de D. Pedro I                             |
| 17 | José Antônio da Silva Maia                                               | Ministro e Secretário de Estado dos Negócios do Império | 4 de outubro de 1830   | 18 de março de 1831    | 8º Gabinete de D. Pedro I                             |
| 18 | Bernardo José da Gama, Visconde de Goiana                                | Ministro e Secretário de Estado dos Negócios do Império | 18 de março de 1831    | 5 de abril de 1831     | 9º Gabinete de D. Pedro I                             |
| 19 | Antônio Luís Pereira da Cunha, Marquês de Inhambupe                      | Ministro e Secretário de Estado dos Negócios do Império | 5 de abril de 1831     | 6 de abril de 1831     | 10º Gabinete de D. Pedro I                            |

### Período regencial
| Nº | Nome                                                                                     | Órgão                                                   | Início do mandato      | Fim do mandato         | Gabinetes do Período Regêncial              |
| -- | ---------------------------------------------------------------------------------------- | ------------------------------------------------------- | ---------------------- | ---------------------- | ------------------------------------------- |
| 20 | Bernardo José da Gama, Visconde de Goiana                                                | Ministro e Secretário de Estado dos Negócios do Império | 6 de abril de 1831     | 26 de abril de 1831    | Gabinete da Regência Trina Provisória       |
| 21 | Manuel José de Sousa França                                                              | Ministro e Secretário de Estado dos Negócios do Império | 26 de abril de 1831    | 16 de julho de 1831    | Gabinete da Regência Trina Provisória       |
| 22 | José Lino dos Santos Coutinho                                                            | Ministro e Secretário de Estado dos Negócios do Império | 16 de julho de 1831    | 3 de janeiro de 1832   | 1º Gabinete da Regência Trina Pernanente    |
| 23 | Diogo Antônio Feijó                                                                      | Ministro e Secretário de Estado dos Negócios do Império | 3 de janeiro de 1832   | 3 de agosto de 1832    | 2º Gabinete da Regência Trina Pernanente    |
| 24 | Antônio Francisco de Paula de Holanda Cavalcanti de Albuquerque, Visconde de Albuquerque | Ministro e Secretário de Estado dos Negócios do Império | 3 de agosto de 1832    | 13 de setembro de 1832 | 3º Gabinete da Regência Trina Pernanente    |
| 25 | Nicolau Pereira de Campos Vergueiro                                                      | Ministro e Secretário de Estado dos Negócios do Império | 13 de setembro de 1832 | 23 de maio de 1833     | 3º Gabinete da Regência Trina Pernanente    |
| 26 | Aureliano de Sousa e Oliveira Coutinho, Visconde de Sepetiba                             | Ministro e Secretário de Estado dos Negócios do Império | 23 de maio de 1833     | 10 de outubro de 1833  | 3º Gabinete da Regência Trina Pernanente    |
| 27 | Antônio Pinto Chichorro da Gama                                                          | Ministro e Secretário de Estado dos Negócios do Império | 10 de outubro de 1833  | 16 de janeiro de 1835  | 3º Gabinete da Regência Trina Pernanente    |
| 28 | Manuel do Nascimento Castro e Silva                                                      | Ministro e Secretário de Estado dos Negócios do Império | 16 de janeiro de 1835  | 20 de janeiro de 1835  | 4º Gabinete da Regência Trina Pernanente    |
| 29 | Joaquim Vieira da Silva e Sousa                                                          | Ministro e Secretário de Estado dos Negócios do Império | 20 de janeiro de 1835  | 14 de outubro de 1835  | 4º Gabinete da Regência Trina Pernanente    |
| 30 | Antônio Paulino Limpo de Abreu, Visconde de Abaeté                                       | Ministro e Secretário de Estado dos Negócios do Império | 14 de outubro de 1835  | 5 de fevereiro de 1836 | 1º Gabinete do Regente Diogo Antônio Feijó  |
| 31 | José Inácio Borges                                                                       | Ministro e Secretário de Estado dos Negócios do Império | 5 de fevereiro de 1836 | 7 de junho de 1836     | 2º Gabinete do Regente Diogo Antônio Feijó  |
| 32 | Antônio Paulino Limpo de Abreu, Visconde de Abaeté                                       | Ministro e Secretário de Estado dos Negócios do Império | 7 de junho de 1836     | 29 de setembro de 1836 | 2º Gabinete do Regente Diogo Antônio Feijó  |
| 33 | Gustavo Adolfo de Aguilar Pantoja                                                        | Ministro e Secretário de Estado dos Negócios do Império | 29 de setembro de 1836 | 1 de novembro de 1836  | 2º Gabinete do Regente Diogo Antônio Feijó  |
| 34 | Manuel da Fonseca Lima e Silva, Barão de Suruí                                           | Ministro e Secretário de Estado dos Negócios do Império | 1 de novembro de 1836  | 18 de março de 1837    | 3º Gabinete do Regente Diogo Antônio Feijó  |
| 35 | Antônio Paulino Limpo de Abreu, Visconde de Abaeté                                       | Ministro e Secretário de Estado dos Negócios do Império | 18 de março de 1837    | 16 de maio de 1837     | 3º Gabinete do Regente Diogo Antônio Feijó  |
| 36 | Manuel Alves Branco, 2° Visconde de Caravelas                                            | Ministro e Secretário de Estado dos Negócios do Império | 16 de maio de 1837     | 18 de setembro de 1837 | 4º Gabinete do Regente Diogo Antônio Feijó  |
| 37 | Pedro de Araújo Lima, Marquês de Olinda                                                  | Ministro e Secretário de Estado dos Negócios do Império | 18 de setembro de 1837 | 19 de setembro de 1837 | 4º Gabinete do Regente Diogo Antônio Feijó  |
| 38 | Bernardo Pereira de Vasconcelos                                                          | Ministro e Secretário de Estado dos Negócios do Império | 19 de setembro de 1837 | 16 de abril de 1839    | 1º Gabinete do Regente Pedro de Araújo Lima |
| 39 | Francisco de Paula de Almeida e Albuquerque                                              | Ministro e Secretário de Estado dos Negócios do Império | 16 de abril de 1839    | 1 de setembro de 1839  | 2º Gabinete do Regente Pedro de Araújo Lima |
| 40 | Manuel Antônio Galvão                                                                    | Ministro e Secretário de Estado dos Negócios do Império | 1 de setembro de 1839  | 2 de maio de 1840      | 3º Gabinete do Regente Pedro de Araújo Lima |
| 41 | Francisco Ramiro de Assis Coelho                                                         | Ministro e Secretário de Estado dos Negócios do Império | 2 de maio de 1840      | 18 de maio de 1840     | 3º Gabinete do Regente Pedro de Araújo Lima |
| 42 | Caetano Maria Lopes Gama, Visconde de Maranguape                                         | Ministro e Secretário de Estado dos Negócios do Império | 18 de maio de 1840     | 22 de julho de 1840    | 4º Gabinete do Regente Pedro de Araújo Lima |
| 43 | Bernardo Pereira de Vasconcelos                                                          | Ministro e Secretário de Estado dos Negócios do Império | 22 de julho de 1840    | 22 de julho de 1840    | 4º Gabinete do Regente Pedro de Araújo Lima |
| 44 | Joaquim José Rodrigues Torres, Visconde de Itaboraí                                      | Ministro e Secretário de Estado dos Negócios do Império | 22 de julho de 1840    | 24 de julho de 1840    | 4º Gabinete do Regente Pedro de Araújo Lima |

### Segundo reinado
| Nº | Nome                                                              | Órgão                                                   | Início                 | Fim                    | Gabinetes do Imperador                                               |
| -- | ----------------------------------------------------------------- | ------------------------------------------------------- | ---------------------- | ---------------------- | -------------------------------------------------------------------- |
| 45 | Antônio Carlos Ribeiro de Andrada Machado e Silva                 | Ministro e Secretário de Estado dos Negócios do Império | 24 de julho de 1840    | 23 de março de 1841    | 1 º Gabinete de D. Pedro II como Chefe de Estado e de Governo        |
| 46 | Cândido José de Araújo Viana, Marquês de Sapucaí                  | Ministro e Secretário de Estado dos Negócios do Império | 23 de março de 1841    | 23 de janeiro de 1843  | 2 º Gabinete de D. Pedro II como Chefe de Estado e de Governo        |
| 47 | José Antônio da Silva Maia                                        | Ministro e Secretário de Estado dos Negócios do Império | 20 de janeiro de 1843  | 2 de fevereiro de 1844 | 3º Gabinete de D. Pedro II como Chefe de Estado e de Governo         |
| 48 | José Carlos Pereira de Almeida Torres, Visconde de Macaé          | Ministro e Secretário de Estado dos Negócios do Império | 2 de fevereiro de 1844 | 29 de setembro de 1845 | 4º Gabinete de D. Pedro II como Chefe de Estado e de Governo         |
| 49 | Manuel Alves Branco, 2° Visconde de Caravelas                     | Ministro e Secretário de Estado dos Negócios do Império | 29 de setembro de 1845 | 2 de maio de 1846      | 4º Gabinete de D. Pedro II como Chefe de Estado e de Governo         |
| 50 | Joaquim Marcelino de Brito                                        | Ministro e Secretário de Estado dos Negócios do Império | 2 de maio de 1846      | 22 de maio de 1847     | 5º Gabinete de D. Pedro II como Chefe de Estado e de Governo         |
| 51 | Manuel Alves Branco, 2° Visconde de Caravelas                     | Ministro e Secretário de Estado dos Negócios do Império | 22 de maio de 1847     | 22 de julho de 1847    | D. Pedro II - Presidente Manuel Alves Branco                         |
| 52 | Francisco de Paula Sousa e Melo                                   | Ministro e Secretário de Estado dos Negócios do Império | 22 de julho de 1847    | 28 de agosto de 1847   | D. Pedro II - Presidente Manuel Alves Branco                         |
| 53 | Manuel Alves Branco, 2° Visconde de Caravelas                     | Ministro e Secretário de Estado dos Negócios do Império | 28 de agosto de 1847   | 20 de outubro de 1847  | D. Pedro II - Presidente Manuel Alves Branco                         |
| 54 | Nicolau Pereira de Campos Vergueiro                               | Ministro e Secretário de Estado dos Negócios do Império | 20 de outubro de 1847  | 18 de novembro de 1847 | D. Pedro II - Presidente Manuel Alves Branco                         |
| 55 | Manuel Alves Branco, 2° Visconde de Caravelas                     | Ministro e Secretário de Estado dos Negócios do Império | 18 de novembro de 1847 | 8 de março de 1848     | D. Pedro II - Presidente Manuel Alves Branco                         |
| 56 | José Carlos Pereira de Almeida Torres, Visconde de Macaé          | Ministro e Secretário de Estado dos Negócios do Império | 8 de março de 1848     | 31 de maio de 1848     | D. Pedro II - Presidente José Carlos Pereira de Almeida Torres       |
| 57 | José Pedro Dias de Carvalho                                       | Ministro e Secretário de Estado dos Negócios do Império | 31 de maio de 1848     | 29 de setembro de 1848 | D. Pedro II - Presidente Francisco de Paula Sousa e Melo             |
| 58 | José da Costa Carvalho, Marquês de Monte Alegre                   | Ministro e Secretário de Estado dos Negócios do Império | 29 de setembro de 1848 | 8 de outubro de 1849   | D. Pedro II - Presidente Pedro de Araújo Lima (5° Governo)           |
| 58 | José da Costa Carvalho, Marquês de Monte Alegre                   | Ministro e Secretário de Estado dos Negócios do Império | 8 de outubro de 1849   | 11 de maio de 1852     | D. Pedro II - Presidente José da Costa Carvalho                      |
| 59 | Francisco Gonçalves Martins, Visconde de São Lourenço             | Ministro e Secretário de Estado dos Negócios do Império | 11 de maio de 1852     | 6 de setembro de 1853  | D. Pedro II - Presidente Joaquim José Rodrigues Torres (1° Governo)  |
| 60 | Luís Pedreira do Couto Ferraz, Visconde do Bom Retiro             | Ministro e Secretário de Estado dos Negócios do Império | 6 de setembro de 1853  | 3 de setembro de 1856  | D. Pedro II - Presidente Honório Hermeto Carneiro Leão               |
| 60 | Luís Pedreira do Couto Ferraz, Visconde do Bom Retiro             | Ministro e Secretário de Estado dos Negócios do Império | 3 de setembro de 1856  | 4 de maio de 1857      | D. Pedro II - Presidente Luís Alves de Lima e Silva (1° Governo)     |
| 61 | Pedro de Araújo Lima, Marques de Olinda                           | Ministro e Secretário de Estado dos Negócios do Império | 4 de maio de 1857      | 12 de dezembro de 1858 | D. Pedro II - Presidente Pedro de Araújo Lima (6° Governo)           |
| 62 | Sérgio Teixeira de Macedo                                         | Ministro e Secretário de Estado dos Negócios do Império | 12 de dezembro de 1858 | 10 de agosto de 1859   | D. Pedro II - Presidente Antônio Paulino Limpo de Abreu              |
| 63 | Ângelo Moniz da Silva Ferraz, Barão de Uruguaiana                 | Ministro e Secretário de Estado dos Negócios do Império | 10 de agosto de 1859   | 3 de setembro de 1859  | D. Pedro II - Presidente Ângelo Moniz da Silva Ferraz                |
| 64 | João de Almeida Pereira Filho                                     | Ministro e Secretário de Estado dos Negócios do Império | 3 de setembro de 1859  | 1 de dezembro de 1859  | D. Pedro II - Presidente Ângelo Moniz da Silva Ferraz                |
| 65 | Ângelo Moniz da Silva Ferraz, Barão de Uruguaiana                 | Ministro e Secretário de Estado dos Negócios do Império | 1 de dezembro de 1859  | 2 de fevereiro de 1860 | D. Pedro II - Presidente Ângelo Moniz da Silva Ferraz                |
| 66 | João de Almeida Pereira Filho                                     | Ministro e Secretário de Estado dos Negócios do Império | 2 de fevereiro de 1860 | 2 de março de 1861     | D. Pedro II - Presidente Ângelo Moniz da Silva Ferraz                |
| 67 | Francisco de Paula Negreiros de Saião Lobato, Visconde de Niterói | Ministro e Secretário de Estado dos Negócios do Império | 2 de março de 1861     | 21 de abril de 1861    | D. Pedro II - Presidente Luís Alves de Lima e Silva (2° Governo)     |
| 68 | José Antônio Saraiva                                              | Ministro e Secretário de Estado dos Negócios do Império | 21 de abril de 1861    | 10 de julho de 1861    | D. Pedro II - Presidente Luís Alves de Lima e Silva (2° Governo)     |
| 69 | José Ildefonso de Sousa Ramos, 2° Visconde de Jaguari             | Ministro e Secretário de Estado dos Negócios do Império | 10 de julho de 1861    | 24 de maio de 1862     | D. Pedro II - Presidente Luís Alves de Lima e Silva (2° Governo)     |
| 70 | Zacarias de Góis e Vasconcelos                                    | Ministro e Secretário de Estado dos Negócios do Império | 24 de maio de 1862     | 30 de maio de 1862     | D. Pedro II - Presidente Zacarias de Góis e Vasconcelos (1° Governo) |
| 71 | Pedro de Araújo Lima, Marquês de Olinda                           | Ministro e Secretário de Estado dos Negócios do Império | 30 de maio de 1862     | 15 de janeiro de 1864  | D. Pedro II - Presidente Pedro de Araújo Lima (7° Governo)           |
| 72 | José Bonifácio de Andrada e Silva                                 | Ministro e Secretário de Estado dos Negócios do Império | 15 de janeiro de 1864  | 31 de agosto de 1864   | D. Pedro II - Presidente Zacarias de Góis e Vasconcelos (2° Governo) |
| 73 | José Liberato Barroso                                             | Ministro e Secretário de Estado dos Negócios do Império | 31 de agosto de 1864   | 12 de maio de 1865     | D. Pedro II - Presidente Francisco José Furtado                      |
| 74 | Pedro de Araújo Lima, Marquês de Olinda                           | Ministro e Secretário de Estado dos Negócios do Império | 12 de maio de 1865     | 3 de agosto de 1866    | D. Pedro II - Presidente Pedro de Araújo Lima (8° Governo)           |
| 75 | José Joaquim Fernandes Torres                                     | Ministro e Secretário de Estado dos Negócios do Império | 3 de agosto de 1866    | 16 de julho de 1868    | D. Pedro II - Presidente Zacarias de Góis e Vasconcelos (3° Governo) |
| 76 | Paulino José Soares de Sousa                                      | Ministro e Secretário de Estado dos Negócios do Império | 16 de julho de 1868    | 29 de setembro de 1870 | D. Pedro II - Presidente Joaquim José Rodrigues Torres (2° Governo)  |
| 77 | João Alfredo Correia de Oliveira                                  | Ministro e Secretário de Estado dos Negócios do Império | 29 de setembro de 1870 | 7 de março de 1871     | D. Pedro II - Presidente José Antônio Pimenta Bueno                  |
| 78 | João Alfredo Correia de Oliveira                                  | Ministro e Secretário de Estado dos Negócios do Império | 7 de março de 1871     | 25 de junho de 1875    | D. Pedro II - Presidente José Maria da Silva Paranhos                |
| 79 | José Bento da Cunha Figueiredo, Visconde do Bom Conselho          | Ministro e Secretário de Estado dos Negócios do Império | 25 de junho de 1875    | 5 de janeiro de 1878   | D. Pedro II - Presidente Luís Alves de Lima e Silva (3° Governo)     |
| 80 | Carlos Leôncio da Silva Carvalho                                  | Ministro e Secretário de Estado dos Negócios do Império | 5 de janeiro de 1878   | 28 de março de 1880    | D. Pedro II - Presidente João Lins Vieira Cansansão de Sinimbu       |
| 81 | Francisco Inácio Marcondes Homem de Melo, Barão Homem de Melo     | Ministro e Secretário de Estado dos Negócios do Império | 28 de março de 1880    | 3 de novembro de 1881  | D. Pedro II - Presidente José Antônio Saraiva (1° Governo)           |
| 82 | Sousa Dantas                                                      | Ministro e Secretário de Estado dos Negócios do Império | 3 de novembro de 1881  | 21 de janeiro de 1882  | D. Pedro II - Presidente José Antônio Saraiva (1° Governo)           |
| 83 | Rodolfo Epifânio de Sousa Dantas                                  | Ministro e Secretário de Estado dos Negócios do Império | 21 de janeiro de 1882  | 3 de julho de 1882     | D. Pedro II - Presidente Martinho Álvares da Silva Campos            |
| 84 | Pedro Leão Veloso                                                 | Ministro e Secretário de Estado dos Negócios do Império | 3 de julho de 1882     | 24 de maio de 1883     | D. Pedro II - Presidente João Lustosa da Cunha Paranaguá             |
| 85 | Francisco Antunes Maciel                                          | Ministro e Secretário de Estado dos Negócios do Império | 24 de maio de 1883     | 6 de junho de 1884     | D. Pedro II - Presidente Lafayette Rodrigues Pereira                 |
| 86 | Filipe Franco de Sá                                               | Ministro e Secretário de Estado dos Negócios do Império | 6 de junho de 1884     | 6 de maio de 1885      | D. Pedro II - Presidente Sousa Dantas                                |
| 87 | João Florentino Meira de Vasconcelos                              | Ministro e Secretário de Estado dos Negócios do Império | 6 de maio de 1885      | 20 de agosto de 1885   | D. Pedro II - Presidente José Antônio Saraiva (2° Governo)           |
| 88 | Ambrósio Leitão da Cunha, Barão de Mamoré                         | Ministro e Secretário de Estado dos Negócios do Império | 20 de agosto de 1885   | 21 de julho de 1887    | D. Pedro II - Presidente João Maurício Wanderley                     |
| 89 | Manuel do Nascimento Machado Portela                              | Ministro e Secretário de Estado dos Negócios do Império | 21 de julho de 1887    | 19 de setembro de 1887 | D. Pedro II - Presidente João Maurício Wanderley                     |
| 90 | João Maurício Wanderley, Barão de Cotegipe                        | Ministro e Secretário de Estado dos Negócios do Império | 19 de setembro de 1887 | 10 de março de 1888    | D. Pedro II - Presidente João Maurício Wanderley                     |
| 91 | José Fernandes da Costa Pereira Júnior                            | Ministro e Secretário de Estado dos Negócios do Império | 10 de março de 1888    | 4 de janeiro de 1889   | D. Pedro II - Presidente João Alfredo Correia de Oliveira            |
| 92 | Antônio Ferreira Viana                                            | Ministro e Secretário de Estado dos Negócios do Império | 4 de janeiro de 1889   | 7 de junho de 1889     | D. Pedro II - Presidente João Alfredo Correia de Oliveira            |
| 93 | Franklin Dória, Barão do Loreto                                   | Ministro e Secretário de Estado dos Negócios do Império | 7 de junho de 1889     | 15 de novembro de 1889 | D. Pedro II - Presidente Afonso Celso de Assis Figueiredo            |